# The Shape of Punk to Come
The Shape of Punk to Come (sottotitolato A Chimerical Bombination in 12 Bursts) è il terzo album in studio del gruppo musicale svedese Refused, pubblicato il 27 ottobre 1998 dalla Startracks e dalla Burning Heart Records.

## Descrizione
Si tratta dell'ultima pubblicazione prima dello scioglimento del gruppo avvenuto nello stesso anno. Il titolo dell'album è un riferimento intenzionale al disco del 1959 di Ornette Coleman The Shape of Jazz to Come. Dal punto di vista musicale rappresenta una novità per i Refused, che introducono al loro tipico hardcore punk elementi che spaziano dalla musica d'ambiente al jazz.
Nel 2010 la Epitaph Records ha pubblicato un'edizione deluxe composto da un CD bonus dal vivo e l'album video Refused Are Fucking Dead; questa nuova versione è stata messa in commercio a partire dal 7 giugno in Europa e il giorno seguente Stati Uniti d'America.

## Tracce
1. Worms of the Senses/Faculties of the Skull – 7:05
2. Liberation Frequency – 4:09
3. The Deadly Rhythm (of the Production Line) – 3:34
4. Summer Holidays VS. Punk Routine – 4:01
5. Bruitist Pome #5 – 1:26
6. New Noise – 5:08
7. The Refused Party Program – 2:38
8. Protest Song '68 – 4:32
9. Refused Are Fuckin Dead – 5:09
10. The Shape of Punk to Come – 5:06
11. Tannhäuser/Derivè – 8:07
12. The Apollo Program Was a Hoax – 4:14

Contenuto bonus nella riedizione del 2010
- CD 2 – Live at Umeå Open 1998/04/03

1. The Shape of Punk to Come – 4:38
2. The Refused Party Program – 1:27
3. Circle Pit – 2:47
4. Worms of the Senses/Faculties of the Skull – 5:31
5. Hook, Line and Sinker – 2:51
6. Summerholidays vs. Punkroutine – 3:54
7. Rather Be Dead – 3:41
8. Burn It – 2:32
9. The Deadly Rhytm – 4:05
10. Coup d'état – 5:10
11. New Noise – 4:48
12. Tannhäuser – 7:29

- DVD – Refused Are Fucking Dead!

1. Prelude – 6:23
2. Circle Pit – 2:38
3. Formative Years – 3:45
4. Life Support Addiction – 3:08
5. Complications – 3:31
6. New Noise – 6:07
7. American Tour – 5:55
8. The Last Show – 7:09

- The Shape of Punk to Come Live

1. Worms of the Senses/Faculties of the Skull – 6:19
2. Liberation Frequency – 4:03
3. The Deadly Rhythm – 5:32
4. Summer Holidays vs. Punkroutine – 3:39
5. New Noise – 5:07
6. The Refused Party Program – 1:10
7. Refused Are Fucking Dead – 4:36
8. The Shape of Punk to Come – 6:23
9. Tannhäuser/Derivè – 5:12
10. Rather Be Dead (Video) – 3:05
11. New Noise (Video) – 5:10

## Formazione
Gruppo
- Dennis Lyxzén – voce
- Kristofer Steen – chitarra, basso, batteria
- Jon Brännström – chitarra, campionatore
- David Sandström – batteria, chitarra, melodica

Altri musicisti
- Magnus Björklund – basso, violoncello
- Torbjörn Näsbom – violino
- Jakob Munck – contrabbasso
- Pelle Henricsson – tamburello

Produzione
- Eskil Lövström – registrazione, produzione, missaggio, mastering
- Andreas Nilsson – registrazione, produzione, missaggio, mastering
- Pelle Henricsson – registrazione, produzione, missaggio, mastering
- Refused – registrazione, produzione, missaggio, mastering